# San Juan (Batangas)
San Juan is een gemeente in de Filipijnse provincie Batangas op het eiland Luzon. Bij de laatste census in 2010 telde de gemeente ruim 94 duizend inwoners.

## Geografie

### Bestuurlijke indeling
San Juan is onderverdeeld in de volgende 42 barangays:
| - Abung - Balagbag - Barualte - Bataan - Buhay Na Sapa - Bulsa - Calicanto - Calitcalit - Calubcub I - Calubcub II - Catmon - Coloconto - Escribano - Hugom | - Imelda - Janaojanao - Laiya-Ibabao - Laiya-Aplaya - Libato - Lipahan - Mabalanoy - Nagsaulay - Maraykit - Muzon - Palahanan I - Palahanan II - Palingowak - Pinagbayanan | - Poblacion - Poctol - Pulangbato - Putingbuhangin - Quipot - Sampiro - Sapangan - Sico I - Sico II - Subukin - Talahiban I - Talahiban II - Ticalan - Tipaz |

## Demografie
San Juan had bij de census van 2010 een inwoneraantal van 94.291 mensen. Dit waren 7.015 mensen (8,0%) meer dan bij de vorige census van 2007. Ten opzichte van de census van 2000 was het aantal inwoners gegroeid met 16.122 mensen (20,6%). De gemiddelde jaarlijkse groei in die periode kwam daarmee uit op 1,89%, hetgeen lager was dan het landelijk jaarlijks gemiddelde over deze periode (1,90%).

De bevolkingsdichtheid van San Juan was ten tijde van de laatste census, met 94.291 inwoners op 273,4 km², 344,9 mensen per km².
Agoncillo · Alitagtag · Balayan · Balete · Batangas City · Bauan · Calaca · Calatagan · Cuenca · Ibaan · Laurel · Lemery · Lian · Lipa · Lobo · Mabini · Malvar · Mataasnakahoy · Nasugbu · Padre Garcia · Rosario · San Jose · San Juan · San Luis · San Nicolas · San Pascual · Santa Teresita · Santo Tomas · Taal · Talisay · Tanauan · Taysan · Tingloy · Tuy